# 大汗帐篷娱乐中心
大汗帐篷娱乐中心
是哈萨克斯坦首都努尔-苏丹的一座新未来主义风格的透明帐篷状建筑物。该建筑项目由哈萨克斯坦总统努尔苏丹·纳扎尔巴耶夫于2006年12月9日公布。
该建筑位于努尔-苏丹中轴线的最北端，占地面积140,000平方（14公頃；35英畝），其桅杆式结构高150米，耸立于200 x 195米的椭圆形地基上，是努尔苏丹最高的建筑之一。在其内部，面积大于10个足球场的场地内设有犹如城市缩影的大型公园，以及各种商店和休闲设施，包括餐厅、电影院和可供开展各类活动及展览的娱乐场所。
经过一系列的延期后，主桅杆最终于2008年12月竖立，整个建筑于2010年7月5日即哈萨克斯坦总统努尔苏丹·纳扎尔巴耶夫70岁生日当天正式完成并开放。安德烈·波伽利于此刻举办了一场音乐会， 与会嘉宾包括俄罗斯总统德米特里·梅德韦杰夫、乌克兰总统维克多·亚努科维奇土耳其总统阿卜杜拉·居尔、白俄罗斯总统亚历山大·卢卡申科亚美尼亚总统谢尔日·萨尔基相、塔吉克斯坦总统埃莫马利·拉赫蒙、吉尔吉斯斯坦总统萝扎·奥通巴耶娃、阿布扎比储君穆罕默德·本·扎耶德·阿勒纳哈扬和约旦国王阿卜杜拉二世。